# ハイゲンブリュッケン
ハイゲンブリュッケン (ドイツ語: Heigenbrücken) は、ドイツ連邦共和国バイエルン州ウンターフランケン行政管区のアシャッフェンブルク郡に属す町村（以下、本項では便宜上「町」と記述する）で、ハイゲンブリュッケン行政共同体の本部所在地である。

## 地理

### 位置
ハイゲンブリュッケンは、バイエルンのウンターマイン、シュペッサルト山地内のロールバッハ川の谷に位置している。

### 地質学
地質学上、のこの町はブンター統初期の地盤に位置している。1894年にヴィルヘルム・フォン・グリュンベルは発掘地にちなんでこの地盤をハイゲンブリュッケナー砂岩と名付けた。19世紀には、キメの細かい白い砂岩は建設資材として採掘された。その採石場は町の北部、州道2317号線沿いのポラッシュ記念碑の南側にある。

### 自治体の構成
ハイゲンブリュッケンは2つの地区からなる。
- ハイゲンブリュッケン
- ヤーコプスタール

### 隣接する町村
ハイゲンブリュッケンは、北西と北東は市町村に属さないハインリヒスタールの森、その間の北はハインリヒスタール、東はノイヒュッテン、南は市町村に属さないハイン・イム・シュペッサルトの森、西はやはり市町村に属さないザイラウフの森と境を接している。マイン＝シュペッサルト郡に属すノイヒュッテンを除き、いずれもアシャッフェンブルク郡に属す。

## 地名

### 語源
元々の地名 Heygerbruck は、中高ドイツ語で「アオサギ」を意味する Heiger と「橋」を意味する brücke が結合したものである。これにより「たもとにアオサギが棲む橋」を意味している。brücke ではなく、「沼地」を意味する bruch が語源であるとする説は、16世紀の …zur Heygerbrucken という記載に基づくもので、現在では否定されている。

### 歴史的表記
歴史的な資料や文献に登場するこの町の表記には以下のものがある。
- 1477年 Heygerbruck
- 1518年 Haigersbrücken
- 1526年 Heygerbrucken
- 1551年 Heyger Brucken
- 1633年 Haigenbrücken
- 1819年 Heigenbrücken

## 歴史
Heygerbruch として最初の記録がなされたのは、1477年であった。ハイゲンブリュッケンはマインツ選帝侯領として世俗化され、新たに創設されたアシャッフェンブルク侯領に属し、1814年にはフランクフルト大公国の一部としてバイエルン王国領に移された。バイエルンの行政改革に伴う1818年の市町村令によって、自治体ハイゲンブリュッケンが成立した。
1862年7月1日にベツィルクスアムト・アシャッフェンブルクが創設され、ハイゲンブリュッケンはその管轄下に置かれた。1939年、ドイツ国全土で「郡」の呼称が使われることとなった。ハイゲンブリュッケンは、当時のアシャッフェンブルク郡を構成する33市町村の一つとなった。この郡は、1972年にアルツェナウ・イン・ウンターフランケン郡と合併し、新たなアシャッフェンブルク郡が成立した。

### 町村合併
1972年7月1日にヤーコプスタールが合併した。

## 住民

### 宗教
- カトリック　1,699人 (76.1 %)
- 福音主義ルター派　188人 (8.4 %)
- その他・無宗教　345人 (15.5 %)

（2011年5月9日現在）

### 人口推移
- 1970年: 2,330 人
- 1987年: 2,332 人
- 2000年: 2,499 人

## 行政

### 議会
ハイゲンブリュッケンの町議会は、首長を含めて 15人で構成されている。

### 首長
町長はヨーヘン・ドレヒスラー (Aktiver Bürgerverein) である。彼は2020年3月29日の町長選挙決選投票で 51.55 % の票を獲得して町長に選出された。

### 紋章
ハイゲンブリュッケンは、1977年6月から独自の紋章を使用している。
図柄: 基部に緑の山。その中に銀の壁、黒い目地のトンネルの入り口。トンネル内は黒である。その上は銀地に首の長い赤いアングスター（首がねじれたフラスコ型容器）。その両側に直立に配された緑のオークの葉。
紋章の歴史と解説: 黒いトンネルは、ルートヴィヒ西鉄道のトンネルである。このトンネルは、特別な技術が用いられ、この町の象徴的建造物となっており、紋章のデザインに採用された。オークの豊富なシュペッサルト山地に位置するこの町の地理的環境を緑のオークの葉が示している。アングスター（クッターオルフとも呼ばれるガラスフラスコ）は、19世紀まで使用され、この町で重要なガラス産業の製品であった。さらに、銀と赤の配色はマインツ選帝侯領の紋章から採られたものである。

## 文化と見所

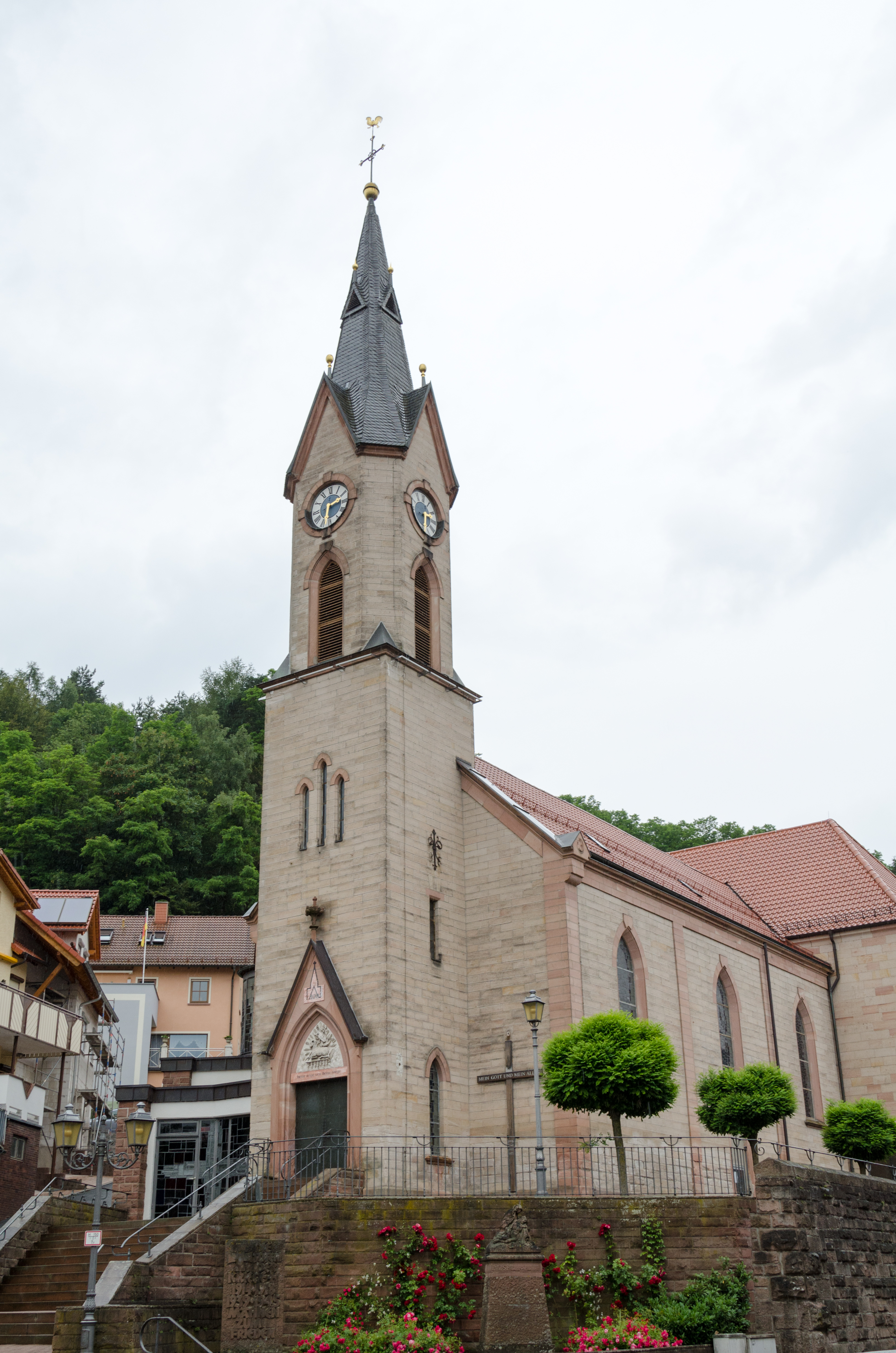
カトリックの聖ヴェンデリン教会

### 教会
- ハイゲンブリュッケンは、中世にはヴィースタール教区に属し、1916年に初めて独自のカトリック教区となった。教会の初代教会堂（聖ヴェンデリン教会）は、1730年に建設され、1821年に教会墓地が設けられた。このバロック教会は老朽化し、1892年から1893年にネオゴシック様式の新しい教会堂に建て替えられた。1935年にこの建物に翼廊が増築された。内部の改造や、修復が1954年、1972年、1998年、2001年に行われた。調度の中心は、教会創建時からのマリア祭壇で、両側に聖母マリアと聖ヴェンデリン（ドイツ語版、英語版）の像がある。ヴァルリング夫妻（ビショフスハイム・アン・デア・レーン）による祭壇アーチの新しいキリスト十字架像（ネオロマネスク様式）は2003年に創られた。
- 福音主義教会は、1969年に初めてディートリヒ・ボンヘッファー教会堂を獲得した。この建物は2001年/2002年の冬に内部の改造がなされた。祭壇画とステンドグラスのデザインはラウファッハのアーティストであるコルドゥラ・シュタインによるものである。

### 世俗建築

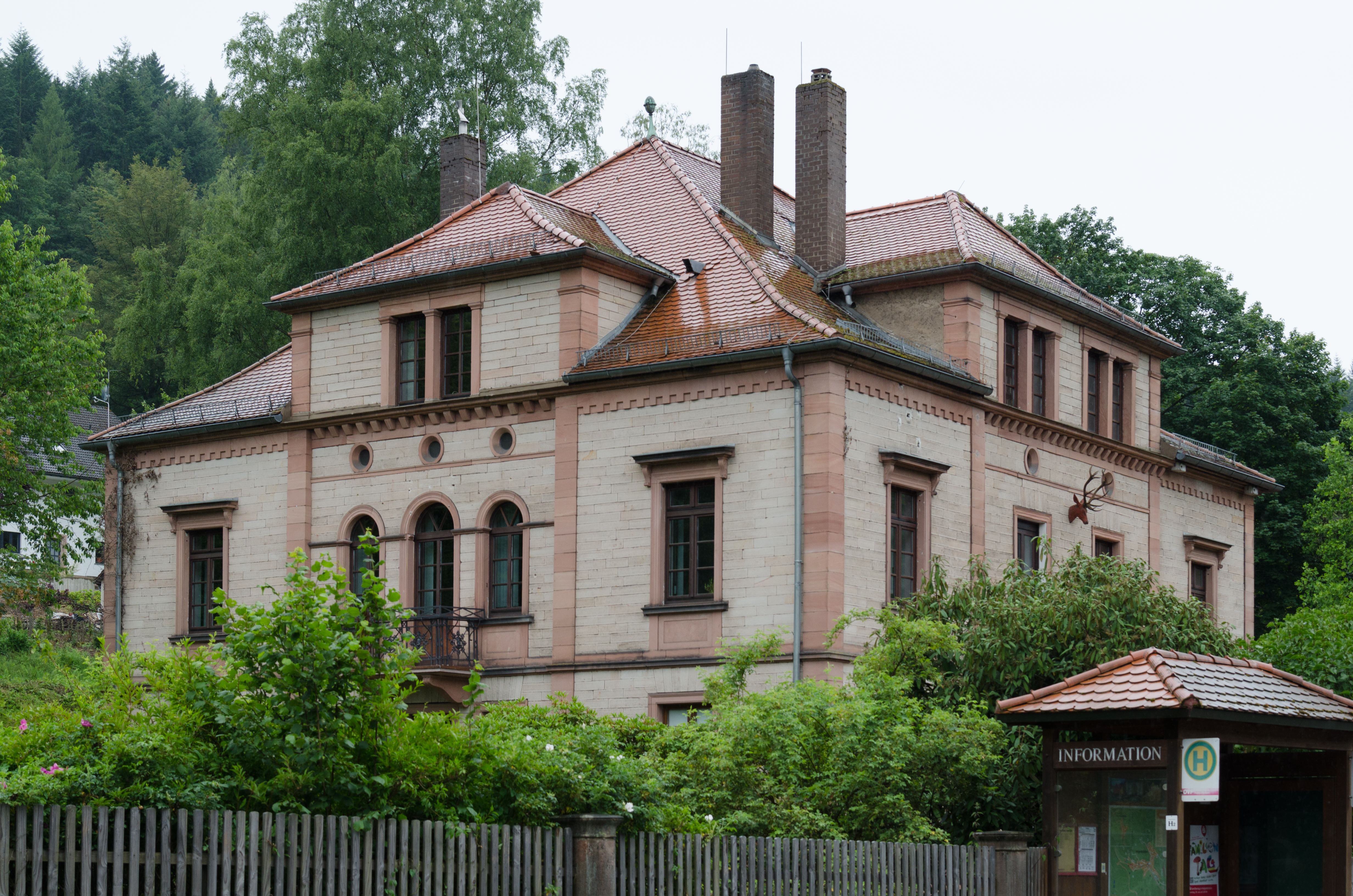
リンデンアレー31番地のダニエル・ハイター邸

- ハイゲンブリュッケンの異質な建造物として、2棟の木組み建築が挙げられる。古い方の建物は、破風と装飾を施された軒を持つ建物で現在はカフェが入居している（ハウプト通り 8番地、16-17世紀）。新しい方の建物は私邸である（イェーガー通り 5番地、1800年頃）。
- リンデンアレーの駅の近くに、採石場所有者で建築業者のダニエル・ハイターが19世紀中頃にデザインした後期古典主義様式の邸宅が2棟建っている。トンネルの入り口近くの、庭園付きのこの邸宅（リンデンアレー 31番地）を、彼は自分自身のために1854年に建造した。彼の死後、妻はこの建物をバイエルンの営林署に売却した。ハイゲンブリュッケン営林署（2005年の行政改革以後はバイエルン州有林 AöR の森林管理・専門教育機関）は、この建物に本部を置いている。もう一つのロールバッハ川沿いの庭園付き邸宅は道の反対側に建っている。ダニエル・ハイターはこの屋敷を商人ルドルフ・マールブルクが休暇を過ごす館として1884年に設計した。マールブルク邸は2002年から2007年にヴェルナー・ヴェンツェルによって4つ星のウェルネスホテルに改築された。
- 駅舎と鉄道施設は、やはり19世紀中頃に建設された。

### 記念碑

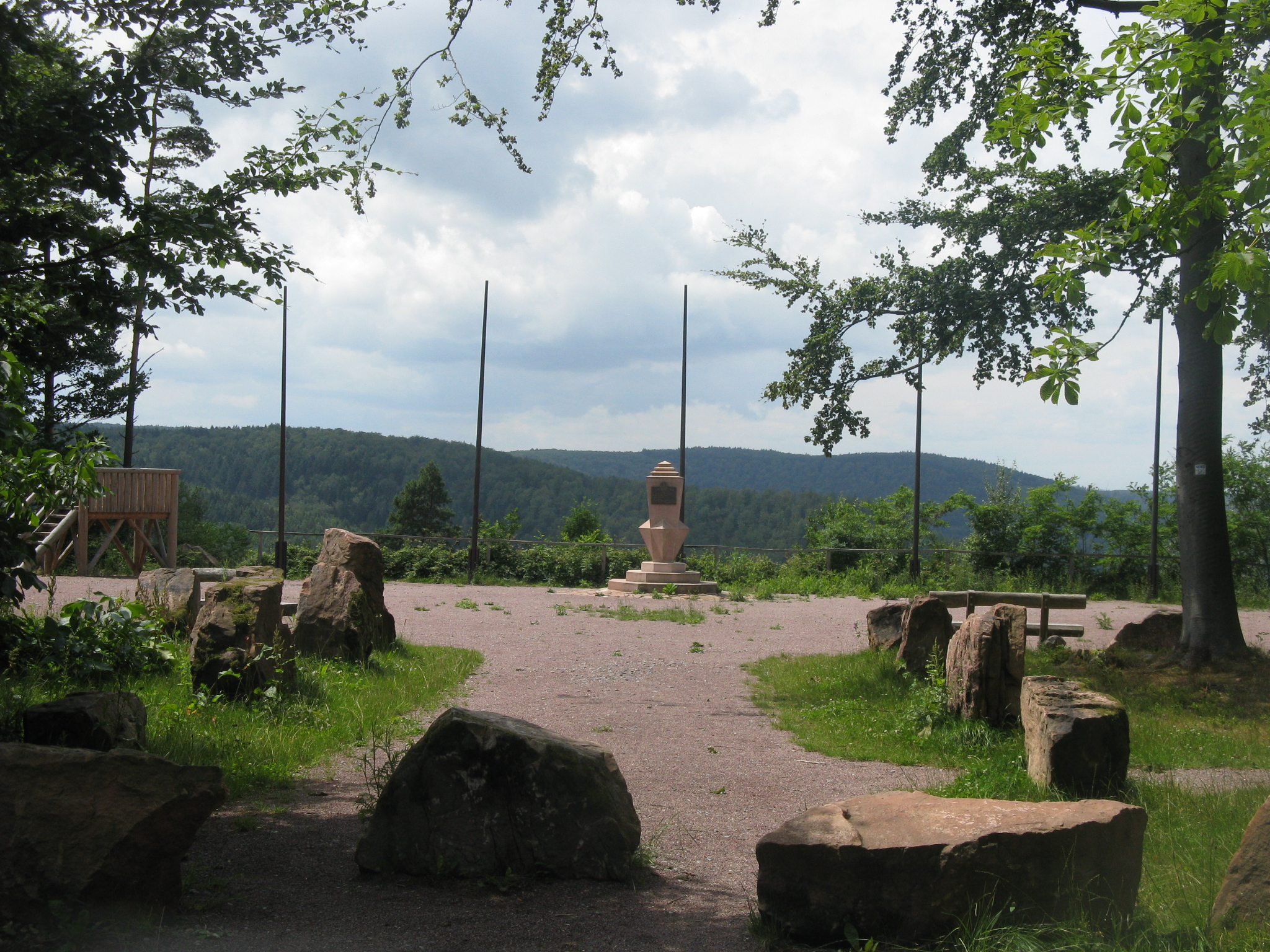
ポラッシュの記念碑

- ポラッシュに、第一次世界大戦で亡くなったホーホシュペッサルト愛好会ローテンブーフ e.V. フランクフルト・アム・マインの会員 140人に対する記念碑が建っている。この碑は、ハイゲンブリュッケンの石工ゲオルク・リッパートが1927年に地元の赤色砂岩を使って創作した。2009年にポラッシュに展望台に現在の形で設置された。営林監察官にちなんでクリスティアン・ヴォーディアンカと名付けられた山小屋が、州道2317号線を挟んでこの記念碑の向かい側に建っている。この小屋は、州道が遊歩道であった当時と変わらず、記念碑や展望台とアンサンブルを形成している。展望台からは、遠くラウファッハを超えその谷の奥まで見渡すことができる。
- 展望台の麓にあるヒルシュヘーマー駐車場に第一次対仏大同盟（1793年-1797年）時代の風化した記念碑シュタインハイマーの十字がある。風化して、文法的に間違った銘文は1980年に修復された。「1796年にマインツ選帝侯配下のハイゲンブリュッケンの森林監査官ハインリヒ・シュテルンハイマーとその忠実な従者ヤーコプはここで4人のフランス兵と司令官を射殺した。彼らは村全体を掠奪して、建物をアシャッフェンブルクへの行軍に利用としている分遣隊であった。」この出来事は地方史上、証明されていない。
- テオ・クンケルは、ポラッシュの北斜面で起きた事故を記念して、砂岩の彫像群「オリーブ山のキリスト」を私的な記念碑として創作した。この記念碑は、2007年の聖木曜日に祝福を受け、散策者や住民たちの追悼の場とした。

### 博物館
クリスタル＝シュトゥーベ（ボルナッカーヴェーク 19番地）は民営の鉱物博物館であった。ここには、あらゆる大陸から集められた1000点を超える標本を見学することができた。コレクションの目玉は、ドイツの民間のコレクションとしては最大のアメジスト（高さ 2 m）と、ドイツ最大のローズクォーツ（重さ 7.4 トン）であった。
民営の小さなオートバイ博物館（「モペットショイネ」）がドルフ通り 14番地にある。2008年春に附属展示室が斜め向かいにオープンした。1930年代から70年代のオートバイとそのパーツが展示されている。

## 経済と社会資本

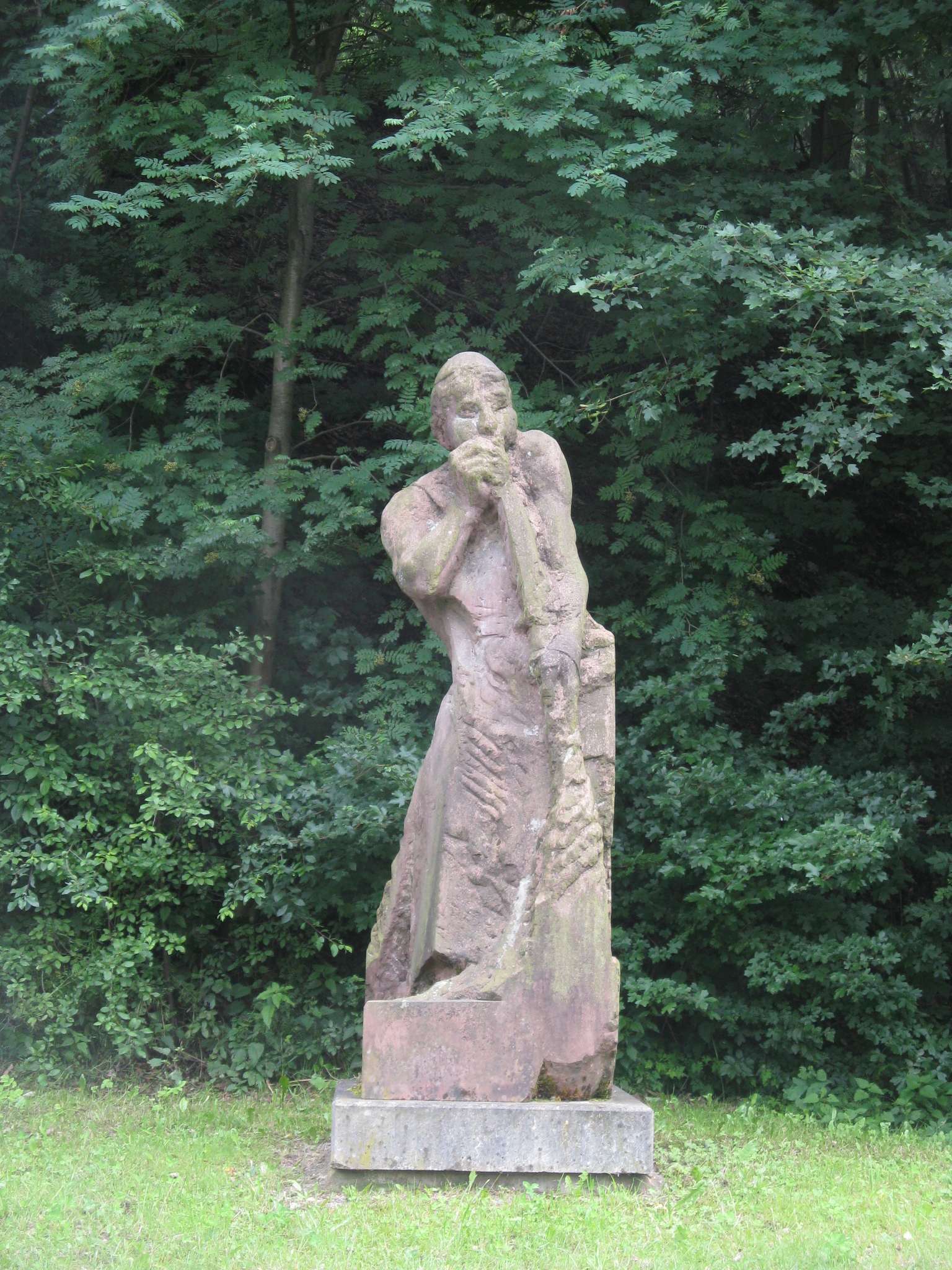
ガラス吹きの像

### 歴史: ガラス製造
中世（遅くとも15世紀）から近世にかけて、ハイゲンブリュッケンはシュペッサルトにおけるガラス製造の中心地であった。この地にガラス工房があったことが証明されている、町の南部のベヒレスグルントでは、通常通り、石英砂がガラス製造に用いられていた。しばしば言及される重晶石のガラスへの使用は反論を受けており、技術的に証明されていない。この他の近隣のガラス工房は、ロールバッハ川の谷の全域、ヤーコプスタール、ヴィースタールからパルテンシュタインにかけて存在していた。これらの工房では、もっぱら実用ガラス（酸化鉄を含む緑がかった安価なガラス、フォレストガラス）が製造され、17世紀にマインツ選帝侯領のわずかなガラス工房（たとえば、ヴァイバースブルン）では高価な高品質ガラスの製造に集中するようになった。1406年にシュペッサルトガラス製造者連盟 (Gleser uff (und) umb den Spethßar) が発足した。この業者連盟は、16世紀になるまでベヒレスグルントで、聖霊降臨祭の月曜日に年次集会を開催していた。ここでは、生産条件や数量制限といったツンフトでの取り決めに対する違反者の処罰がなされた。
現在では、紋章の図柄の他には、駅の敷地内に建つガラス吹きの像だけが当時を偲ばせている。

### 経済と農林業
この町の一般税収は、2013年現在 1,881ユーロである。
1999年現在、この町に農家はない。

### 観光業

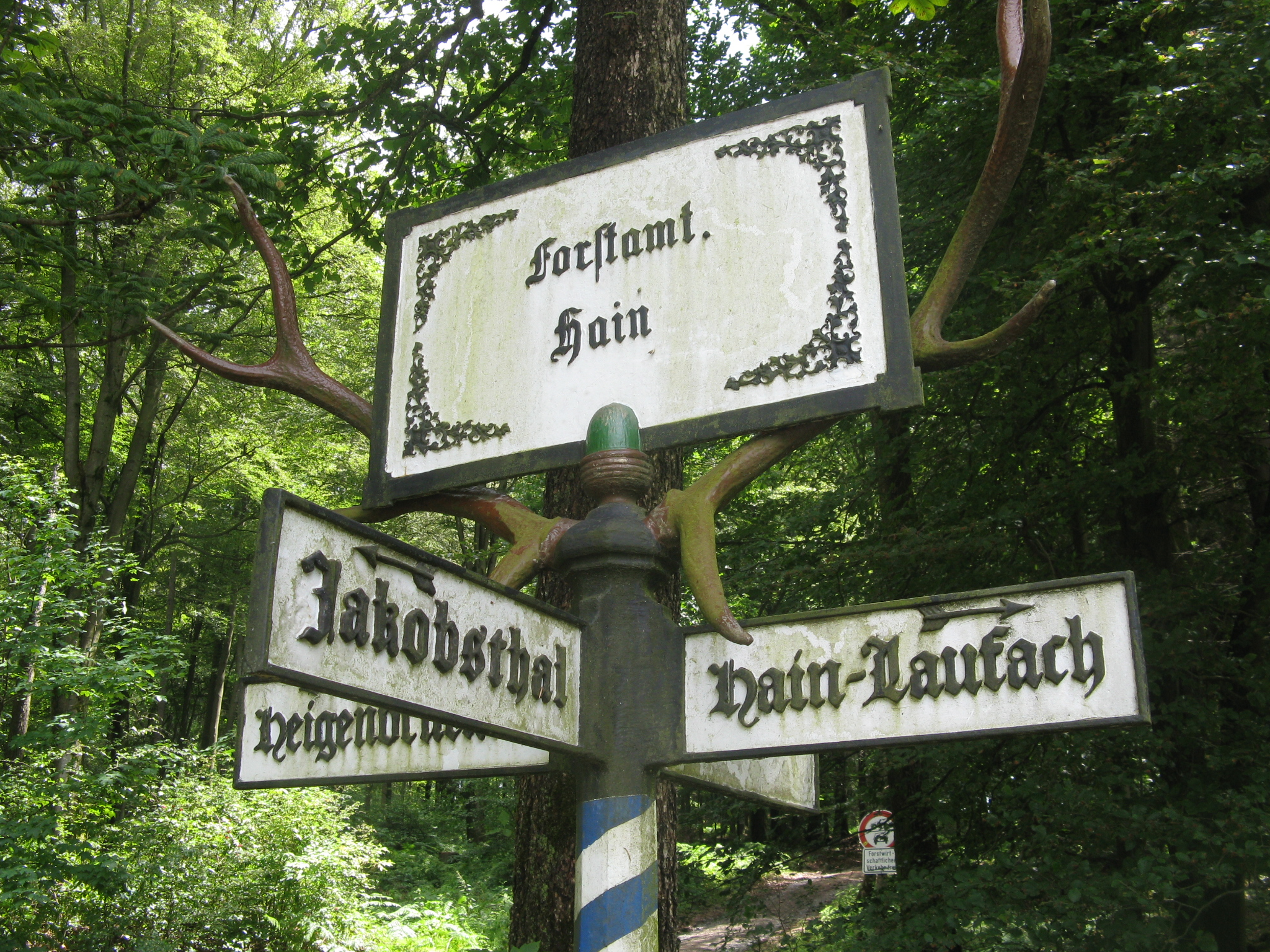
シカの角があしらわれた19世紀の道標

この町は、ドイツ最大の広葉樹林地域つながりの深い州指定のルフトクアオルト（空気の清浄な保養地）であり、数多くの施設がある保養地となっている。
ハイゲンブリュッケンの観光業は、鉄道路線の開通により早くも19世紀に始まった。1880年、地元クラブのシュペッサルト愛好会が発足した。このクラブは、シュペッサルト連盟の数多くの母体組織の一つとなった。ポラッシュの麓の、19世紀から保存されているシカの角があしらわれた道標は、ローテンブーフ / ハイゲンブリュッケン / ハイン＝ラウファッハ / ヤーコプスタールへの道が交差する地点にあり、遊歩道観光の初期の状態を物語っている。
一連のホテル、ペンション、レジャー施設（プールなど）は、1920年代に建設された。
鳥獣園や大きな遊戯広場を含むベヒレスグルント、様々な障害があるフィールドアスレチックの森、新しい自然プール、多くの児童広場、2つのウィンタースポーツ施設ヴィンターロッホとエングレンダーが近代的なレジャー施設である。冬季には、この他に、シュペッサルト山地の森を抜けるノルディックスキーコースが整備される。
ヴィンターロッホには、近代的なスキーリフトの他に、1954年から1968年まで使われていたスキージャンプ台であるアーダルベルト・クラウシウス・シャンツェの跡がある。
ハイゲンブリュッケンはシュペッサルト山地の真ん中にあるハイカーの楽園として、周回遊歩道、長距離遊歩道、森と水の学習路など数多くのハイキングコースが整備されている。ノルディック＝ウォーキング・アスレチックコース、コミュニケーションの森学習路、一部が歴史的な鉄の交易路と重なる文化の道（考古学的シュペッサルトプロジェクト）もある。
この町には4つ星ホテルから民宿やペンションまで数多くの宿泊施設があり、バケーション用レンタルハウスもある。

### 交通

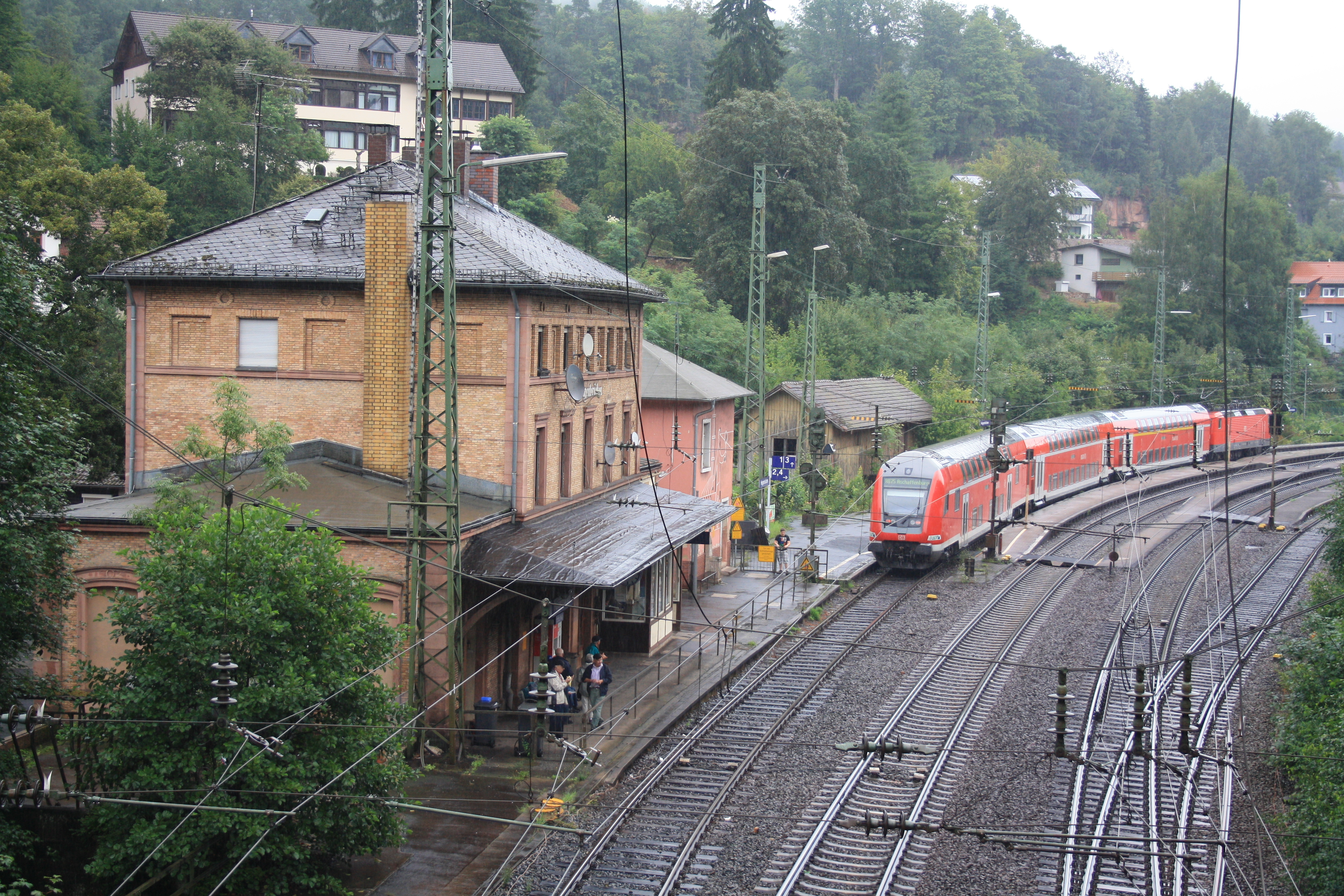
ハイゲンブリュッケン駅

ハイゲンブリュッケンは、鉄道ヴュルツブルク – ハーナウ線（マイン＝シュペッサルト鉄道）沿線に位置している。ハイゲンブリュッケン駅は、紋章にも描かれているシュペッサルト・ランプのトンネル「シュヴァルツコプフトンネル」（1850年 – 1854年）のすぐ東に位置している。おおむね1時間ごとにフランクフルト (マイン) – ヴュルツブルク線のレギオナルエクスプレスやハイゲンブリュッケン – アシャッフェンブルク線のレギオナルバーンの列車が発着する。駅舎は、ゴットフリート・フォン・ノイレイターの設計に基づいて、1857年に建設された。
鉄道信号の観点から言えば、全長 925 m のシュヴァルツコプフトンネルはハイゲンブリュッケン駅の構内施設である。この特殊性は、ラウファッハとハイゲンブリュッケンとの間で重連運転がなされている事に起因する。重い貨物列車はラウファッハ駅で停車し、最大勾配 1:47 （約 21 ‰）におよぶ急峻な区間を含むシュペッサルト・ランプの上り坂を克服するために、編成の後に補助機関車を接続する。ところがトンネル自体は、ほとんど登り勾配がない。このため補助機関車はトンネルの入り口直前で、東へ向かう路線内で登り勾配の最も険しい区間を克服した貨物列車から切り離される。切り離された機関車は、旅客交通施設に通じるトンネルを通らず、トンネルのアシャッフェンブルク側でラウファッハへ向かう正しい軌道に移動する。このための転轍機はハイゲンブリュッケン信号所でコントロールしている。このため、シュヴァルツコプフトンネルの反対側にまでこの駅の構内に含まれるのである。
2017年に予定されている新しいトンネルの完成によって、古いトンネルは老朽化のため使用が停止される。これより重連運転の終了が予定されている。

### 教育
以下の施設がある（2013年から2014年の学年現在）
- 幼稚園: 定員100人
- 基礎課程学校: 教師6人、4クラス、児童82人[5]

## 引用
1. ↑  https://www.statistikdaten.bayern.de/genesis/online?operation=result&code=12411-003r&leerzeilen=false&language=de Genesis-Online-Datenbank des Bayerischen Landesamtes für Statistik Tabelle 12411-003r Fortschreibung des Bevölkerungsstandes: Gemeinden, Stichtag (Einwohnerzahlen auf Grundlage des Zensus 2011)
2. ↑  Bayerische Landesbibliothek Online（2015年11月21日 閲覧）
3. 1 2  Wolf-Armin Frhr. v. Reitzenstein: Lexikon fränkischer Ortsnamen. Herkunft und Bedeutung. C.H.Beck, München 2009, ISBN 978-3-406-59131-0, S. 97.
4. ↑  Wilhelm Volkert (Hrsg.): Handbuch der bayerischen Ämter, Gemeinden und Gerichte 1799–1980. C.H.Beck’sche Verlagsbuchhandlung, München 1983, ISBN 3-406-09669-7, S. 422.
5. 1 2 3 4  Statistik kommunal 2014 Gemeinde Heigenbrücken 09 671 126（2015年11月21日 閲覧）
6. ↑  2014年3月16日のアシャッフェンブルク郡に属す市町村の議会選挙結果（2015年11月21日 閲覧）
7. ↑  “Bürgermeisterstichwahl - Kommunalwahlen 2020 in der Gemeinde Heigenbrücken - Gesamtergebnis”. 2021年4月18日閲覧。
8. ↑  Bayerns Gemeinden - Gemeinde Heigenbrücken（2015年11月21日 閲覧）
9. ↑  Spessart Mainland - Heigenbrücken - Kristall-Stube（2015年11月21日 閲覧）
10. ↑  LORENZ, J. (2008a): Schwerspat im Spessart-Glas?- S. 93 – 94, 1 Abb.- In FLACHENECKER, H., HIMMELSBACH, G. & STEPPUHN, P. (2008): Glashüttenlandschaft Europa Beiträge zum 3. Internationalen Glassymposium in Heigenbrücken / Spessart.- Historische Studien der Universität Würzburg Band 8, 211 S. , ca. 100 Abb., [Verlag Schnell & Steiner GmbH] Regensburg.
11. ↑  Lucia Lenzen: Neue Röhren für rasantes Reisen, Main Post 2014年10月13日付け（2015年11月21日 閲覧）

## 外部リスト
- ハイゲンブリュッケンのウェブサイト
- Bayerns Gemeinden - Gemeinde Heigenbrücken
- Statistik kommunal 2014 Gemeinde Heigenbrücken 09 671 126
- Die Heigenbrückener Formation (Spessartprojekt.de)